# Edward England

Bandeira de Edward England.

Edward England, nascido Edward Seegar, foi um célebre pirata irlandês que atuou no oceano Índico e na costa da África de 1717 e 1720. Entre os navios no qual navegou estão o Pearl (que ele renomeou de The Royal James) e, posteriormente, o Fancy, pelo qual o pirata England trocou o Pearl em 1720. Sua bandeira era a clássica Jolly Roger, com uma caveira sobre dois fêmures num fundo preto.
England era diferente da maioria dos piratas de seu tempo por não matar os seus prisioneiros a menos que absolutamente necessário. Isto, no entanto, acabou levando à sua derrocada, pois sua tripulação se motinou quando ele se recusou a matar os marinheiros do Cassandra, um navio comercial inglês comandado por James Macrae. Acabou sendo abandonado nas ilhas Maurício, juntamente com dois outros membros da tripulação, onde construíram uma pequena jangada e acabaram por chegar à baía de Santo Agostinho, em Madagascar. England sobreviveu por alguns anos mendigando por comida, até morrer no fim de 1720.